# 王翁須
王翁须（前2世纪—前91年），中國漢朝人物，西漢汉宣帝生母，史皇孙刘进的妻妾。

## 生平
涿郡蠡吾（今河北省蠡县）平鄉的王媼改嫁广望（今河北省保定市清苑区）人王迺始，生兩子王无故、王武，一女王翁须。王翁須八九岁时，寄居在广望节侯子刘仲卿家中，劉仲卿向王翁须的父母说：“予我翁须，自养长之。”王媼为王翁須作了一件缣单衣，送到刘仲卿家。刘仲卿教導王翁须歌舞，往来回家取冬夏衣。过了四五年，王翁须回家说：“邯郸贾長兒徵求善歌舞者，劉仲卿想將我送去。”王媼立即和王翁須逃往平鄉。
劉仲卿载著王翁须的父亲王迺始寻找王媪，王媪害怕，带着王翁须回去说：“我女儿居君家，没有得到一钱，怎么能给他人？”刘仲卿將王媼安撫下來後數日，王翁须坐着贾長兒车马京过家门，大喊：“我真的被送走了，要到柳宿去。”王媪夫妻立即趕到柳宿，见到王翁须相对而泣：“我们想替你告官。”王翁须说：“母亲不用了，哪家不可以住？告官无益也。”王媼夫妻回去筹集旅費，随王翁须至中山国卢奴（今河北省定州市），见王翁须与另五位歌舞女子同住，王媪与王翁须共宿。次日，王迺始留下照看王翁须，王媼回家籌錢，打算跟到邯郸。王媪回家还没准备好，王迺始回来说：“翁须已经走了，我旅費用盡無法跟隨。”王氏夫妻從此失去與王翁須的聯繫。
王翁须二十岁时，太子舍人侯明从长安来徵集歌舞女子，选中翁须等五人，遂送至长安送入太子刘据宫中。太始年间（前96年-前93年），王翁須得幸於劉進。皇孙妻無号位，称家人子。征和二年（前91年），王翁須生下未來的汉宣帝刘病已。刘病已出生後数月，卫太子、史皇孙与包括王翁須在內的親眷，皆因巫蛊之祸牽連在內而被诛杀，且不得收葬，只有刘病已得以活命。劉病已即位為汉宣帝後，追諡生母王翁須為悼后，祖母史良娣为戾后，並將兩人改葬。地节三年（前67年），漢宣帝於民間尋得外祖母王媼，舅舅王无故、王武（丞相王商之父）。

## 影视形象
在情节虚构的电视剧《乌龙闯情关》中，王翁须在巫蛊之祸时尚在怀孕，成功出逃，被年轻时情同兄妹实则单恋她的前家仆逍遥子欧阳风收留，拜欧阳风为师共处二十年，习得高强武艺，以易容术易容并化名仇隐娘，后与儿子相认，并在宣帝的登基典礼上击杀反角苏文，自己也在打斗中受了致命伤，获救后恢复容貌。虽被尊为太后，但因仇人伏诛、儿子登基，她心愿已足，终因感念欧阳风相伴二十年之恩，回到已故的欧阳风坟前陪伴终生以为还愿。易容前由林心如饰演，易容后（仇隐娘）由王新芬饰演。

## 延伸阅读
[在维基数据编辑]
 《漢書·卷097上》，出自班固《漢書》
 《漢書/卷097下》，出自班固《漢書》